# Attenuata hinemoa
Attenuata hinemoa är en snäckart som först beskrevs av Fleming 1948.  Attenuata hinemoa ingår i släktet Attenuata och familjen Rissoidae. Inga underarter finns listade i Catalogue of Life.